# Cratere Ayacucho
Ayacucho  è un cratere sulla superficie di Marte.